# Aeroportul Internațional Bocas del Toro "Isla Colón"
Aeroportul Internațional Bocas del Toro "Isla Colón" (IATA: BOC, ICAO: MPBO) este un aeroport din Provincia Bocas del Toro, Panama ce deservește zona Bocas del Toro⁠(d). Aeroportul a fost tranzitat în 2015 de 80.378 de pasageri. A fost numit după Colón Island⁠(d).
Situat la o altitudine de 3 m, aeroportul dispune de o singură pistă.